# 薩維翰
萨维翰（1810年—1855年），福建闽县（今属福州市）人，清朝官员。
萨维翰出身雁门萨氏。咸丰三年（1853年）中三甲七十名进士，即用知县。两年后即卒。